# Vincent Rijmen
Vincent Rijmen (Lovanio, 16 ottobre 1970) è un crittografo belga.
È uno dei progettisti dell'Advanced Encryption Standard.
Nel 1993, ha ottenuto la laurea in ingegneria elettronica all'Università Cattolica di Lovanio (Katholieke Universiteit Leuven, K.U. Leuven). Dopo la laurea è diventato dottorando presso ESAT/COSIC lab, laboratorio di ricerca all'interno dalla K.U. Leuven. (COSIC stands for COmputer Security and Industrial Cryptography.) Nel 1997, Rijmen ha presentato la sua tesi di dottorato dal titolo Cryptanalysis and design of iterated block ciphers.
Dopo il dottorato ha lavorato per il COSIB lab dove ha spesso collaborato con il Dr. Joan Daemen. Una di queste collaborazioni hanno portato alla progettazione del Rijndael. Questo nell'ottobre del 2000 è stato selezionato dal National Institute for Standards and Technology (NIST) per diventare l'Advanced Encryption Standard (AES).
Dal 1º agosto, 2001, Rijmen lavora come progettista capo in Cryptomathic. Da maggio del 2001, Rijmen inoltre è un professore visitatore presso University of Technology di Graz in Austria.